# Heinrich August Erhard
Heinrich August Erhard (Erfurt, 13 febbraio 1793 – Münster, 22 giugno 1851) è stato uno storico, archivista e medico tedesco.

## Biografia
Dal 1809 studiò medicina, storia e filologia all'Università di Göttingen, conseguendo i suoi dottorati in medicina (1812) e filosofia (1813) presso l'Università di Erfurt. Dopo la laurea, lavorò come medico a Erfurt (1813-1613), come medico militare (1815), come assistente bibliotecario (dal 1816) e come insegnante presso il Ginnasio Evangelico di Erfurt.
Dal 1822 al 1827 fu bibliotecario presso la biblioteca universitaria di Erfurt. Nel 1824 divenne archivista presso gli archivi provinciali di Magdeburgo, mantenendo sempre la sua funzione come bibliotecario presso la biblioteca di Erfurt. Nel 1831 fu nominato direttore degli archivi provinciali di Münster. Dopo la sua morte nel 1851, fu succeduto a Münster da Roger Wilmans.
Fu editore di numerosi articoli su Archiv für Geschichte und Alterthumskunde Westphalens ("Archivio per la storia e l'archeologia di Westfalia") e su Zeitschrift für vaterländische Geschichte und Altertumskunde ("Rivista di storia patriottica e archeologia").

## Opere principali
- Geschichte des Wiederaufblühens wissenschaftlicher Bildung, vornehmlich in Teutschland bis zum Anfange der Reformation (3 volumi, 1827–32).
- Mittheilungen zur Geschichte des Landfriedens in Teutschland, 1829.
- Erfurt mit seinen Umgebungen, 1829.
- Nachricht von den bei Beckum entdeckten alten Gräbern, 1836.
- Geschichte Münsters, 1837.
- Westfälisches Urkendenbuch (2 volumi, 1847–51).[3]